# Thryssocypris tonlesapensis
Thryssocypris tonlesapensis is een straalvinnige vissensoort uit de familie van karpers (Cyprinidae). De wetenschappelijke naam van de soort is voor het eerst geldig gepubliceerd in 1984 door Roberts & Kottelat.